# Richemont International SA
Compagnie Financière Richemont SA je švýcarská společnost, která se zabývá produkcí a výrobou luxusního zboží. Byla založena v roce 1988 Jihoafrickým miliardářem jménem Anton Rupert. Zabýval se 4 hlavními oblastmi obchodu – klenoty, hodinky, psací potřeby a oblečení. Společnost je obchodována na švýcarských burzách SIX Swiss Exchange a JSE Securities Exchange. Je 8. největší společnost tvořící základ švýcarského obchodního indexu Swiss Market Index. V roce 2007 byla tato společnost 3. největší společnost v oblasti luxusního zboží po LVMH a PPR.

## Společnosti vlastněné RI SA
- Cartier – klenoty, hodinky, atd.
- Van Cleef & Arpels – klenoty, hodinky, atd.
- Piaget SA – klenoty, hodinky, atd.
- Vacheron Constantin – švýcarský výrobce hodinek
- A. Lange & Söhne – německý výrobce hodinek
- Jaeger-LeCoultre – švýcarský výrobce hodinek
- Officine Panerai – italský výrobce hodinek
- International Watch Company – hodinky
- Baume et Mercier – hodinky, většina součástek švýcarských
- Montblanc – německý výrobce psacích potřeb
- Alfred Dunhill
- Lancel
- Chloé
- Roger Dubuis – švýcarský výrobce hodinek
- James Purdey and Sons
- Montegrappa – italský výrobce psacích potřeb
- Shanghai Tang – čínský výrobce oděvů

## Bývalé společnosti patřící pod RI SA
- Hackett – Richemont koupil tuto společnost v roce 1992. Prodáno v roce 2005 španělské investiční skupině.